# Forsakar
Forsakar [uttalas "forsa-kar"] är en ravin i Linderödsåsens östra sluttning vid Degeberga i Kristianstads kommun, där Forsakarsbäcken bildar Skånes två högsta vattenfall. Det övre fallet har en fallhöjd på 7,4 meter och det nedre, som är delat av en avsats, har en fallhöjd på 10,6 meter. Avsatsen, "karet", har gett upphov till namnet Forsakar. (Verkeån faller hela 23 meter vid Hallamölla, men inget av dess fem fall överstiger 8 meter.)
Ett friluftsbad finns i närheten av ravinen. I närheten ligger också ravinen Trollelier med Degeberga hembygdspark.

## Forsakar med Lillaforsskogen
Forsakar med Lillaforsskogen är ett naturreservat och natura 2000-område. Naturen får i huvudsak utvecklas fritt, därför avverkas nästan inga träd. De flesta träd som blåst omkull får ligga kvar för att gynna den biologiska mångfalden. Det gör att de fyra hackspettsarterna gröngöling, spillkråka, större hackspett och mindre hackspett trivs i reservatet.
Den rödvita markerade stigen följer ravinkanten. Stigen passerar på södra sidan av ravinen en utsiktsplattform där man kan se det nedre fallet ovanifrån.

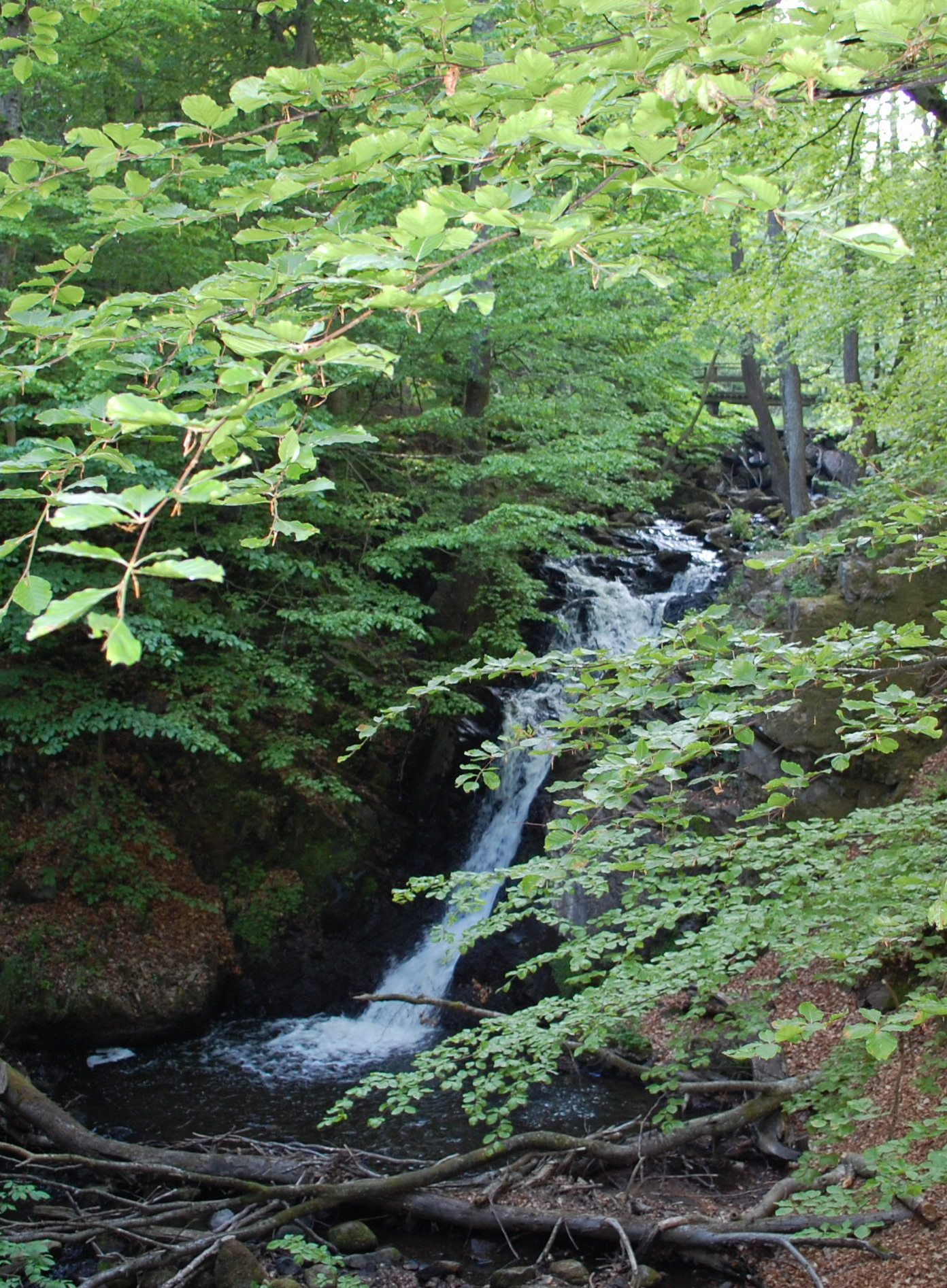
Övre fallet